# プロベネシド

カリナミドの構造式

プロベネシド（Probenecid）は尿酸排泄促進薬の一つであり、尿中への尿酸排泄を増加させる効果を持つ。痛風および高尿酸血症の治療に用いられる。商品名ベネシッド。カリナミド（carinamide）の代替薬として創薬された。一部の医薬品について腎臓からの排泄を競合的に阻害し、血中濃度を増加させて作用時間を延長させる。

## 効能・効果
- 痛風・高尿酸血症（急性痛風発作が起こっている時は、発作が治まるまで投与開始しない事）
- ペニシリン、パラアミノサリチル酸の血中濃度維持

第二次世界大戦中、ペニシリンの供給量が足りない中でその効果を延長する目的で使用された。現在でも重症感染症の治療時に抗生物質の血中濃度を上昇させるために用いられる。ある研究では、プロベネシドは抗インフルエンザウイルス薬の一つオセルタミビルの血中濃度を2倍以上に増加させるので、抗ウイルス薬の効果増強にも使用できるとしている。
ドーピングの際のマスキング薬として使われる事もあり得る。

## 相互作用
臨床的に重要な相互作用薬はカプトプリル、インドメタシン、ケトプロフェン、ケトロラク、ナプロキセン、セファロスポリン、キノロン、ペニシリン、メトトレキサート、ジドブジン、ガンシクロビル、ロラゼパム、アシクロビルである。これら全ての薬剤で、プロベネシドは薬剤の排泄を減少させる。
その機序としてトランスポーターの阻害が挙げられる。プロベネシドは有機アニオントランスポーター(OAT)を阻害、有機アニオントランスポーターにより分泌する薬物の移行を阻害する。

## 作用機序
プロベネシドの薬理学的標的は複数あり、その中にはパネキシン阻害が含まれる。抗痛風薬としては腎臓で作用する。プロベネシドは原尿からの尿酸の再取り込みを抑制する。プロベネシドは尿酸の再吸収を阻害するので、尿中に尿酸が残り、血中の尿酸濃度が低下する。

## 副作用
添付文書に記載されている重大な副作用は、溶血性貧血、再生不良性貧血、アナフィラキシー様反応、肝壊死、ネフローゼ症候群である（いずれも頻度不明）。
医薬品再評価の際にまとめられたデータに拠ると、頻度の多い副作用は食欲不振（2.11%）、胃部不快感（1.69%）、皮膚炎（1.69%）等である。

## 薬物動態
腎臓において、プロベネシドは糸球体で濾過され、近位尿細管に分泌され、遠位尿細管で再吸収される。